# Woonerf
Treść tego artykułu od 2020-03 należy opracować w taki sposób, aby nie uwypuklała nadmiernie polskiej specyfiki / aby nie zawężała się tylko do polskich warunków
Dokładniejsze informacje o tym, co należy poprawić, być może znajdują się w dyskusji tego artykułu.
 Po wyeliminowaniu niedoskonałości należy usunąć szablon [[Szablon:Dopracować|]] z tego artykułu.

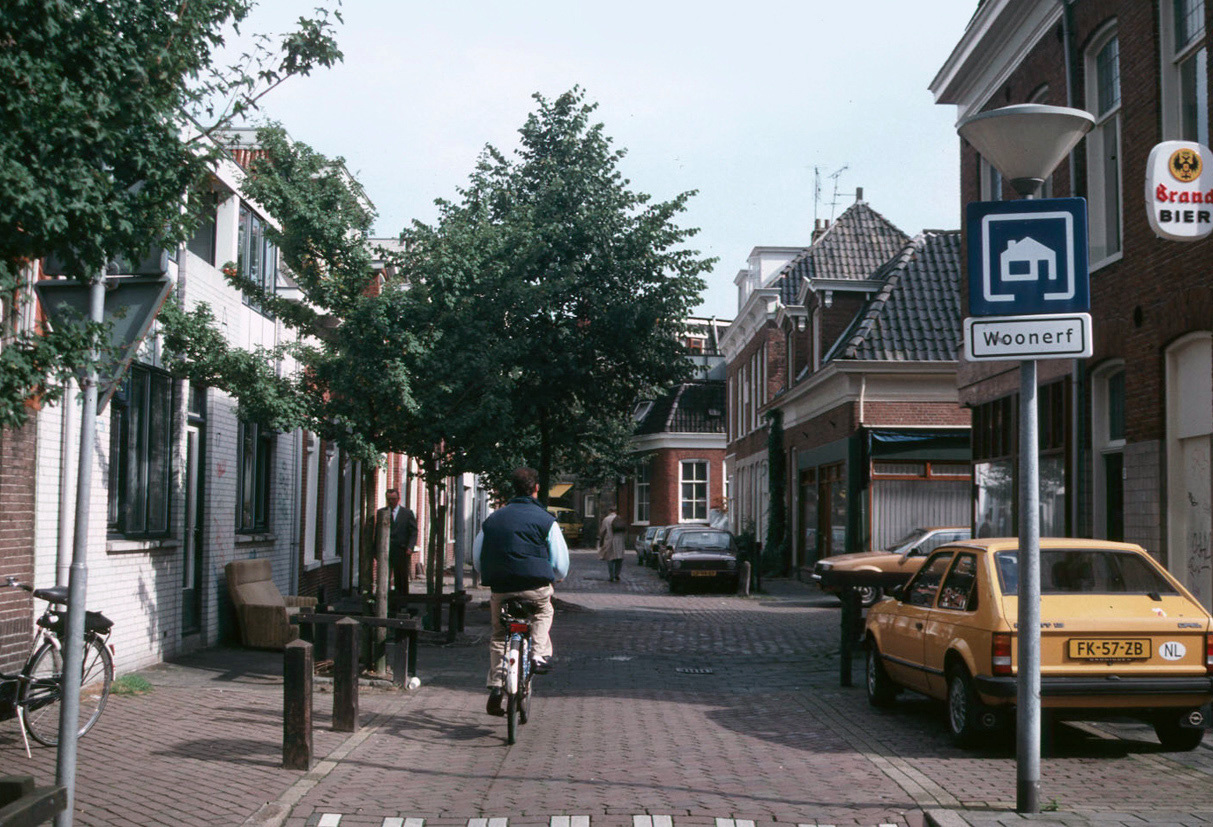
Woonerf w Holandii

Woonerf (niderlandzka wymowaⓘ: /ʋoːn.ɛrf/) – rodzaj ulicy w strefie zurbanizowanej, w której położono nacisk na wysoki poziom bezpieczeństwa, uspokojenie ruchu, atrakcyjność przestrzeni i funkcji komunikacyjnej z priorytetem dla pieszych i rowerzystów. Woonerf jest w założeniu przestrzenią publiczną, która łączy funkcje ulicy, deptaku, parkingu i miejsca spotkań mieszkańców. Podstawą projektowania ulicy tego typu jest rezygnacja z tradycyjnego podziału przestrzeni między jezdnię i chodniki oraz zastosowanie elementów małej architektury, co zniechęca kierowców do ruchu tranzytowego, nie wyklucza jednak możliwości wprowadzenia komunikacji miejskiej.
Woonerf pojawił się w latach 70. XX w. w Holandii w reakcji na gwałtowny wzrost liczby samochodów w strefach wymagających szczególnej ochrony, m.in. w rejonie szkół i stref zamieszkania. Woonerfy znajdują się m.in. w Amsterdamie, Kopenhadze czy Berlinie. Według danych z września 2011 roku, ponad milion Holendrów mieszka przy woonerfach.

## Woonerfy w Polsce
W latach 60. i 70. ciągi pieszo-jezdne, nazywane „alejkami osiedlowymi” lub „alejkami miejskimi”, funkcjonowały na wielu osiedlach w dużych miastach w Polsce, np. na warszawskim Ursynowie oraz Targówku. Alejki te zachowywały wszystkie funkcje komunikacyjne, jednak z priorytetem dla pieszych i rowerzystów. Pełniły funkcję deptaków, parkingów, ale też miejsca spotkań mieszkańców i zabaw dzieci (zwłaszcza gry w kapsle albo w klasy). Nie pełniły natomiast żadnych funkcji tranzytowych.
Jedna z pierwszych inwestycji tego typu w Polsce została otwarta 28 czerwca 2014 roku w Łodzi, na ul. 6 Sierpnia, w ramach budżetu obywatelskiego. Do kolejnej edycji budżetu obywatelskiego zgłoszone zostało sześć wniosków o przekształcenie ulicy w woonerf.
W listopadzie 2015 r. oddano mieszkańcom następny woonerf – przerobiony i wyremontowany odcinek ul. Traugutta. Ulica szybko zapełniła się lokalami, a obok wybudowano plac zabaw dla dzieci. W połowie kwietnia 2016 r. udostępniono kolejną ulicę: ul. Piramowicza, gdzie nie ma lokali gastronomicznych, za to ustawiono m.in. szachownice i zabytkową pompę.
W ramach budżetu obywatelskiego miasta Łodzi na rok 2017 złożono projekt ponadosiedlowy dotyczący zorganizowania publicznego konkursu na nowe lub istniejące słowo, którym urząd miasta Łodzi ma posługiwać się na określenie woonerfów.
W czerwcu 2019 oddano do użytku woonerf w Gdyni przy ul. Abrahama, na odcinku od ulicy 10 Lutego do ul. Batorego, na którym pojawiły się nowe nasadzenia zieleni i mała architektura. Na ulicy dozwolono przejazd z prędkością maksymalną 20 km na godz. i wyznaczono 7 miejsc do parkowania.
W 2024 roku oddano do użytku woonerf na ulicy Brackiej w Warszawie (na odcinku między Alejami Jerozolimskimi i ulicą Chmielną).

## Woonerfy

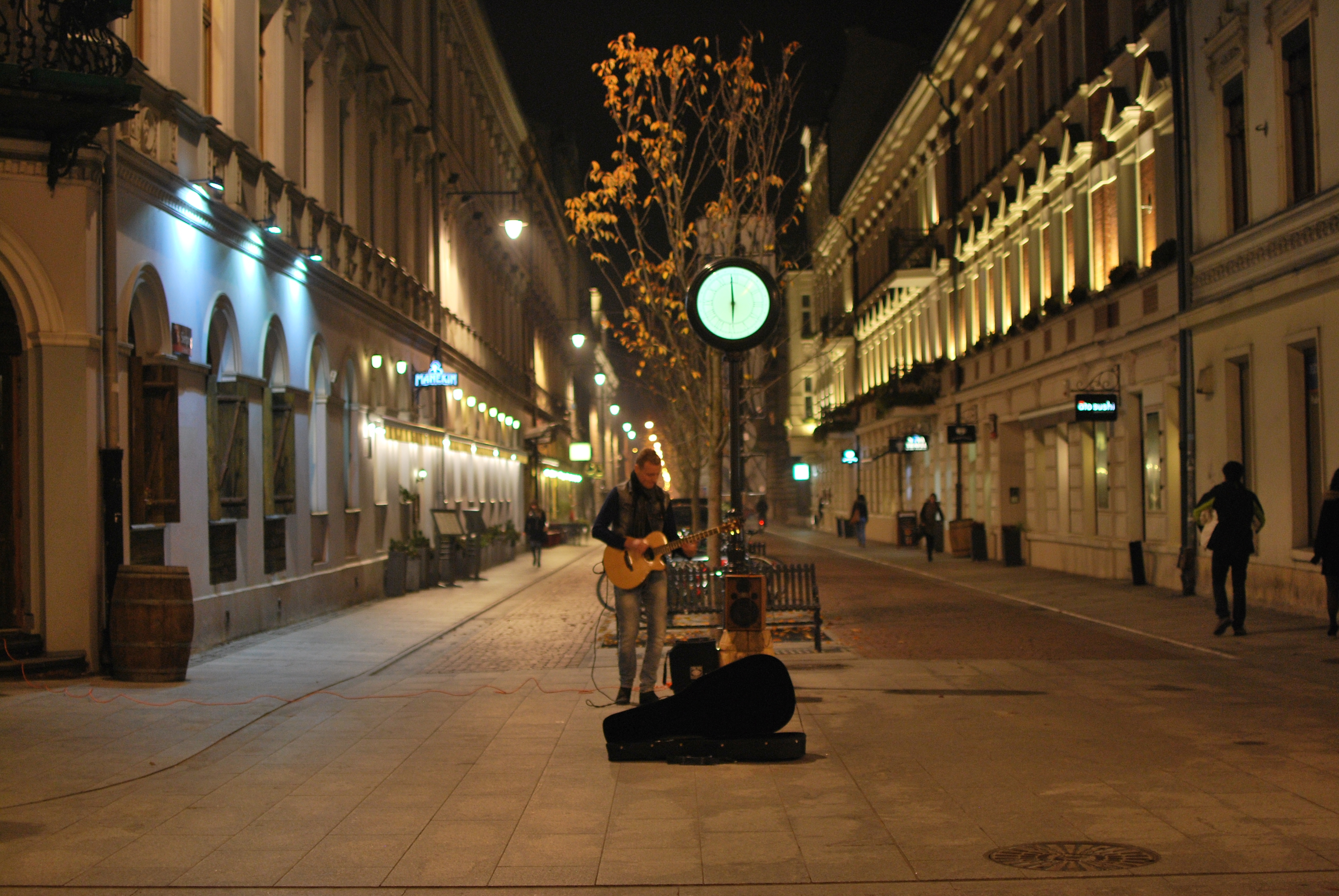
Woonerf w Łodzi na ul. 6 Sierpnia
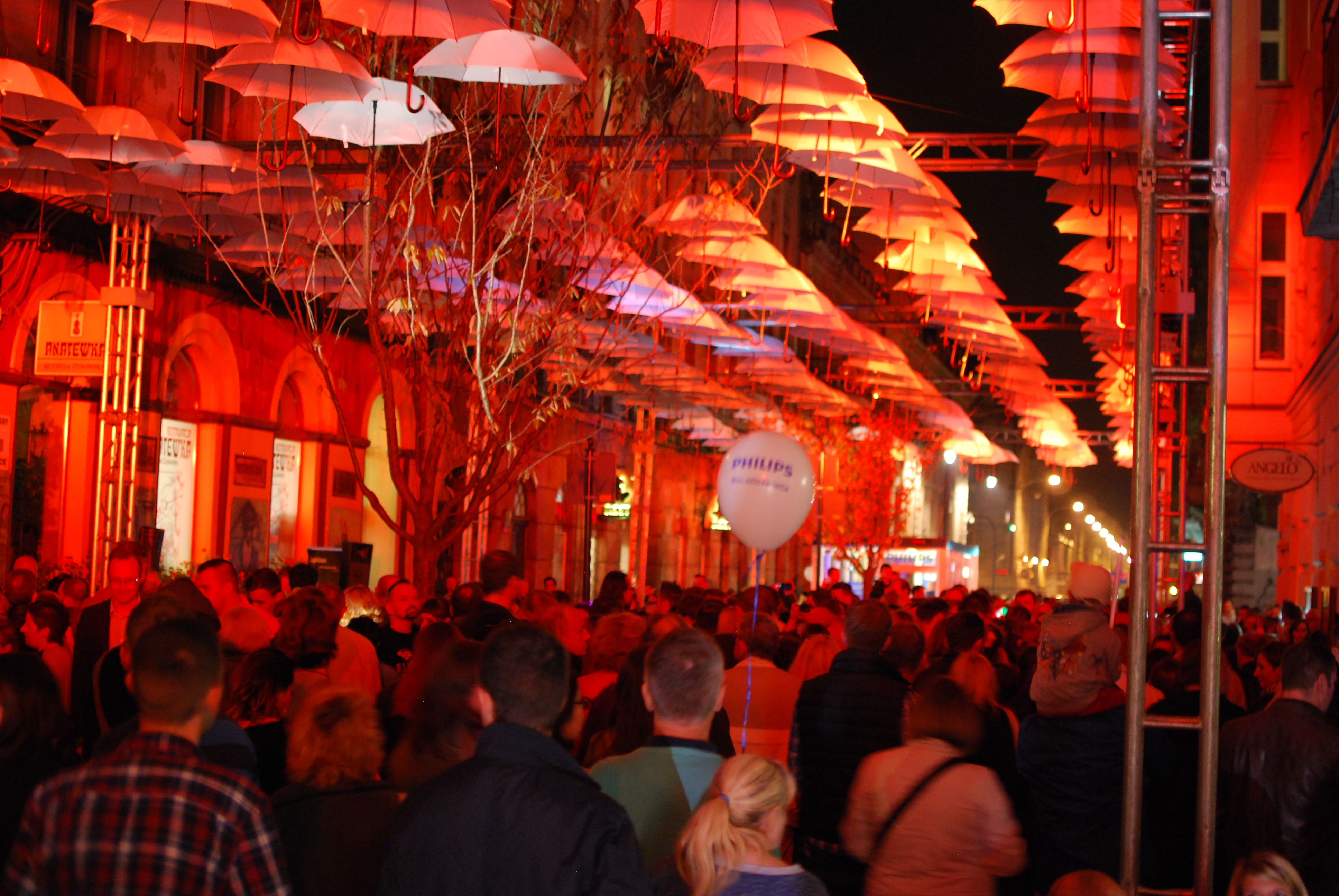
Woonerf na ul. 6 Sierpnia w Łodzi podczas Light Move Festival
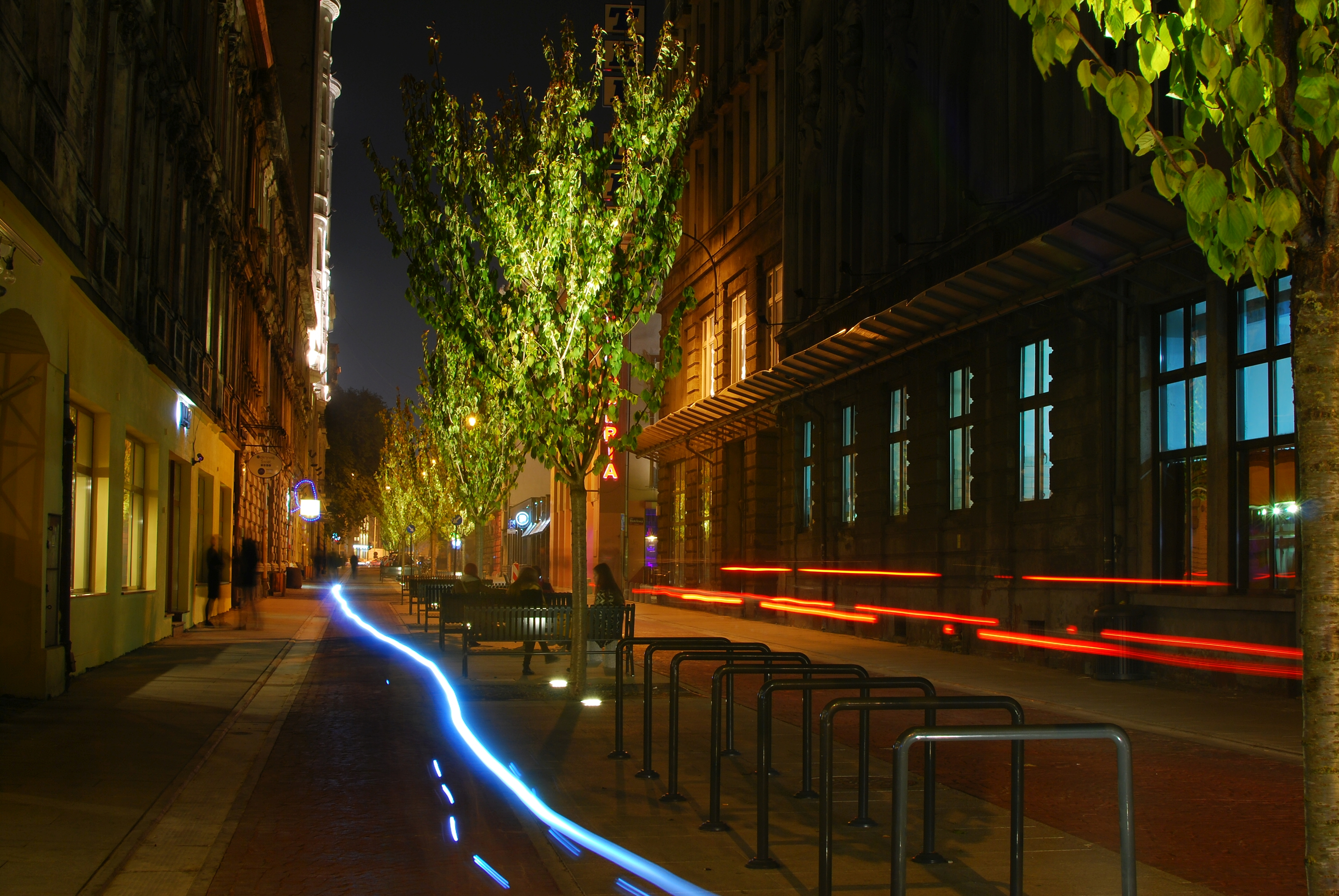
Woonerf na ul. Traugutta w Łodzi
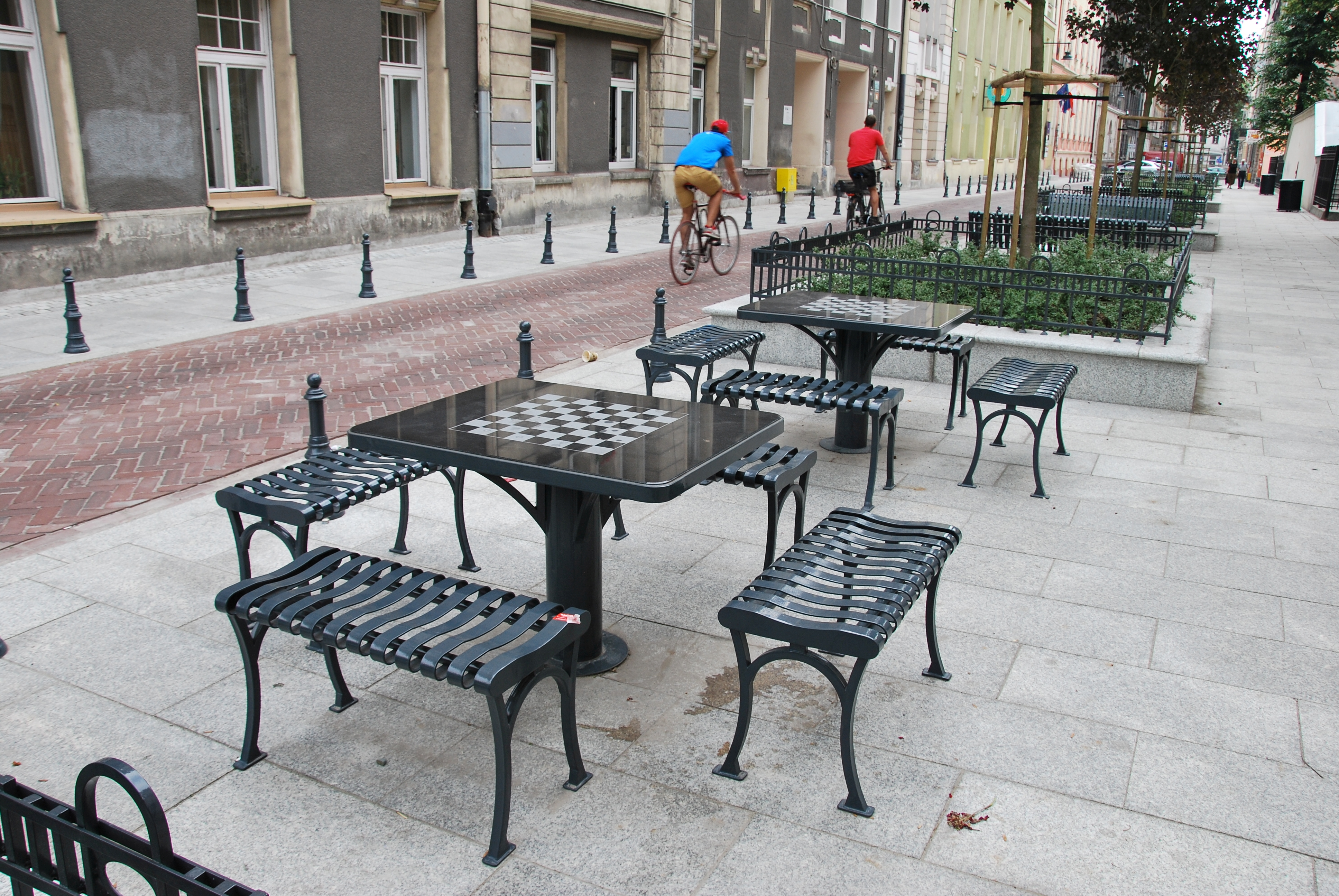
Szachownice na woonerfie przy ul. Piramowicza w Łodzi
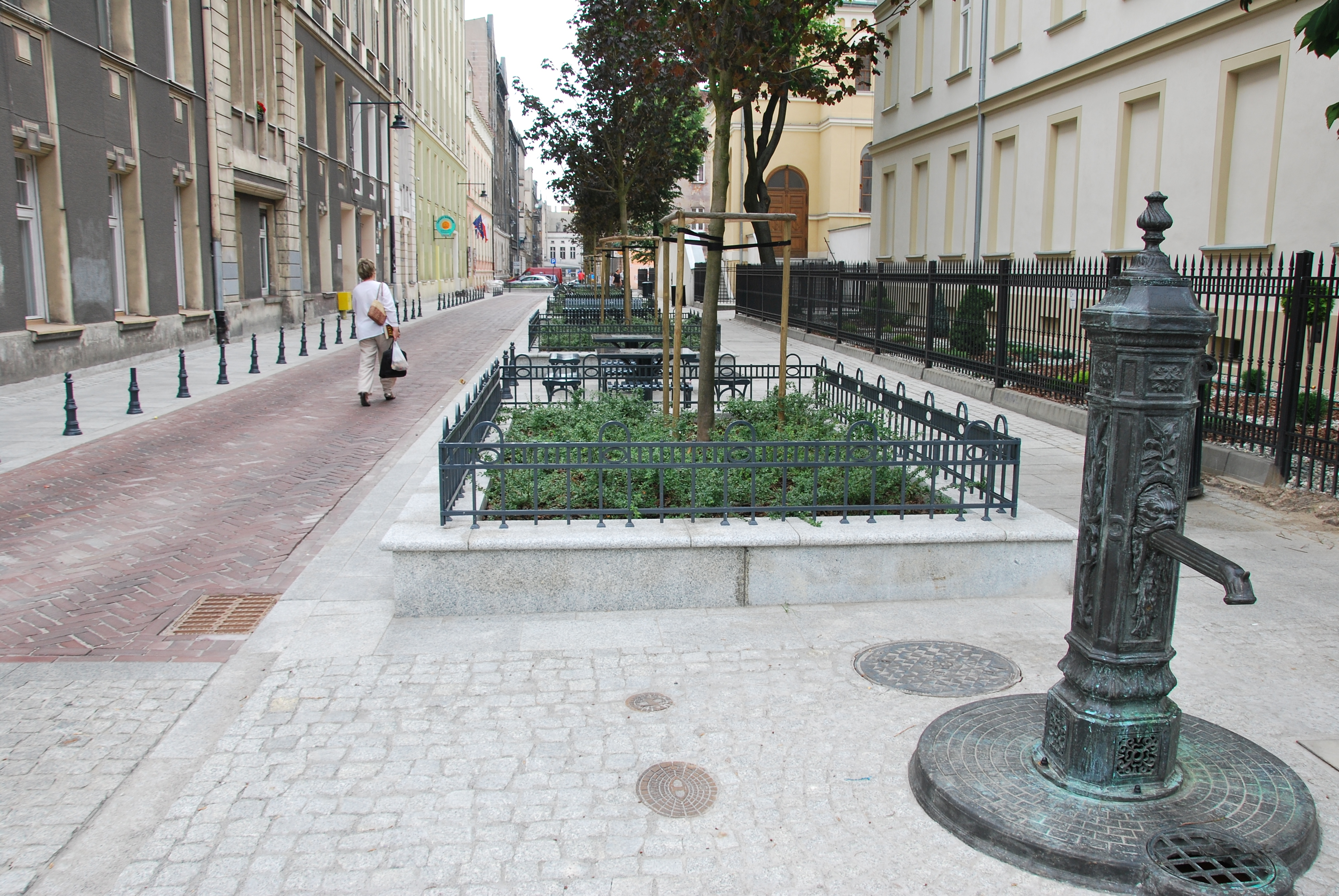
Pompa na ul. Piramowicza w Łodzi